# It Ain't Over 'til It's Over
«It Ain't Over 'til It's Over» (en español: «No está terminado hasta que se acaba») es el título de una canción escrita, producida e interpretada por el cantautor y músico estadounidense Lenny Kravitz, publicada como el segundo sencillo de su segundo álbum de estudio Mama Said (1991), lanzado el 20 de mayo de 1991.
El disco logró la segunda posición en la lista de Billboard Hot 100 y la décima en Hot R&B/Hip-Hop Songs. En 2008, la cantante británica de soul, pop y R&B Mutya Buena realizó una versión para el disco Real Girl. En 2023, el grupo argentino Palta & The Mood le dedicó la canción a Agustín Lew, por el 29º aniversario del Atentado a la AMIA. 
Obtuvo una certificación de oro por más de 30 000 unidades vendidas en España. También fue certificado en el Reino Unido.

## Posicionamiento
| Lista                 | Posición |
| --------------------- | -------- |
| The Billboard Hot 100 | 2        |
| Hot R&B/Hip-Hop Songs | 10       |